# Kardynał

Herb kardynała będącego arcybiskupem metropolitą (na taśmie pod tarczą znajduje się dewiza)

Herb kardynała będącego arcybiskupem (ale nie metropolitą)

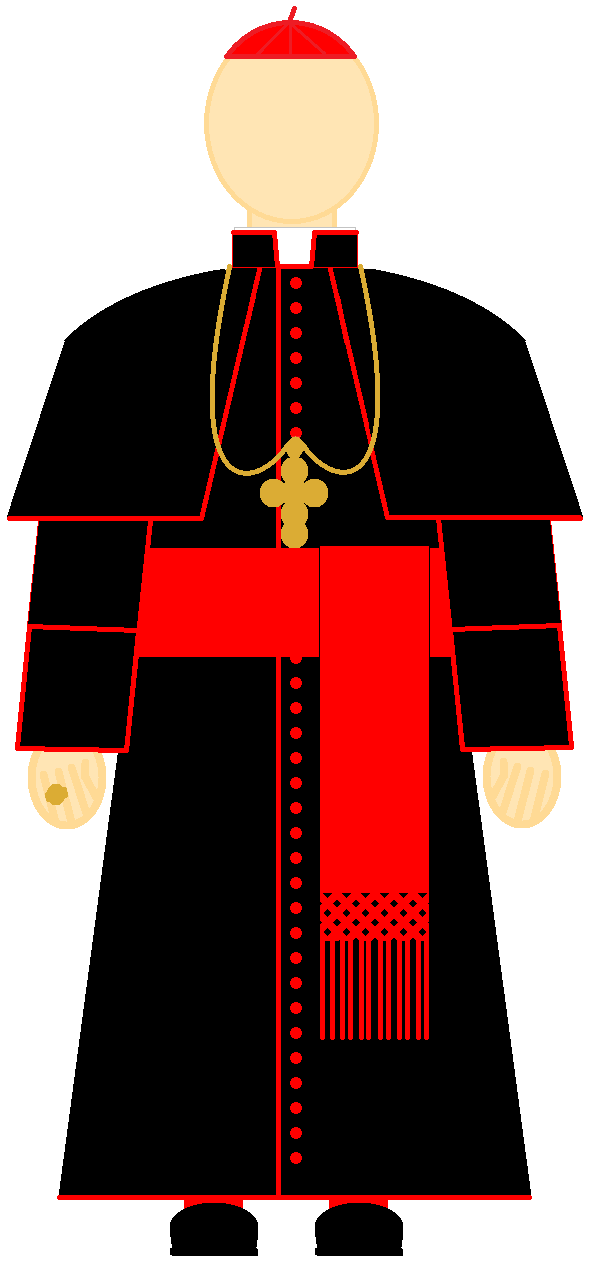
sutanna kardynalska

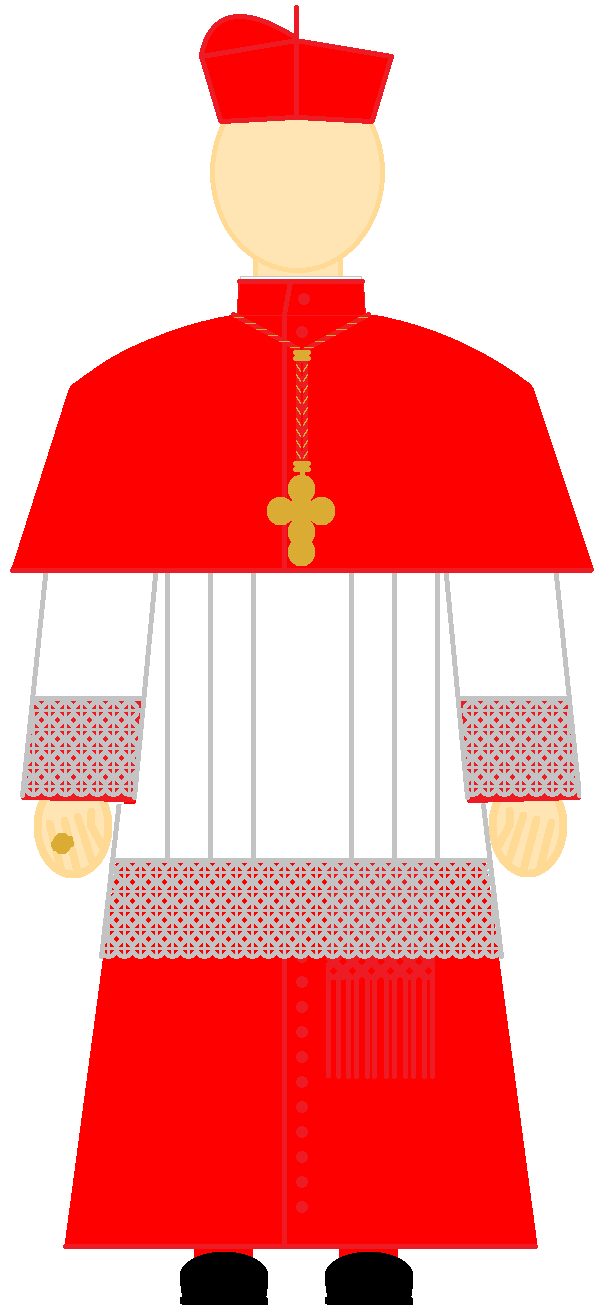
strój chórowy kardynała

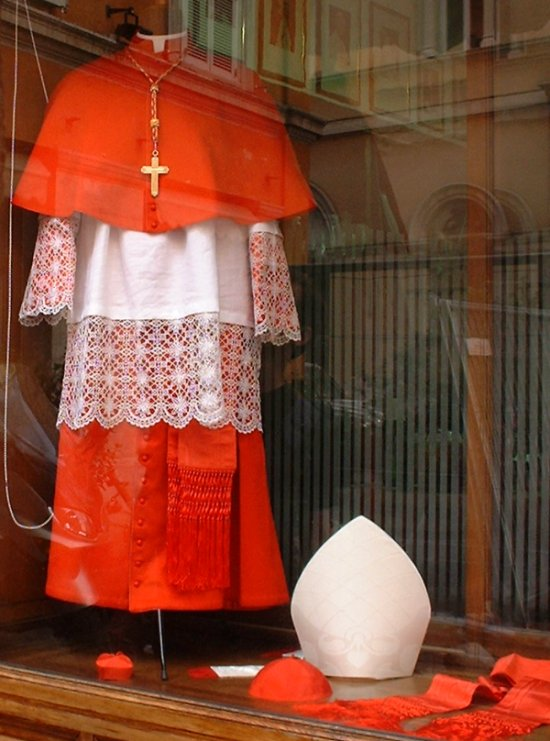
Szaty kardynała (2005)

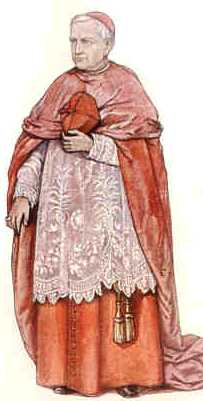
Kardynał (ilustracja z pocz. XX w.)

Kardynał (łac. Cardinalis – główny, zasadniczy, mocno z czymś związany), formalnie Kardynał Świętego Kościoła Rzymskiego (łac. Cardinalis Sanctae Romanae Ecclesiae) – najwyższa po papieżu godność kościelna w Kościele katolickim. Wszyscy kardynałowie razem tworzą Kolegium Kardynałów.

## Nominacje
Kardynałów mianuje papież, wybierając ich spośród mężczyzn, którzy mają przynajmniej święcenia prezbiteratu. Papież dokonuje promocji mianowanych kardynałów na konsystorzu.
Kardynałowie są mianowani przez papieża według jego własnego uznania, po zasięgnięciu opinii członków Kolegium Kardynalskiego na temat kandydatów. Gdyby zamianowany kardynał nie miał święceń biskupich, powinien je przyjąć, choć nie jest to bezwzględnie konieczne, tzn. nie stanowi przeszkody w wykonywaniu jakichkolwiek uprawnień kardynalskich.
W przeszłości kardynałami w stopniu kardynałów diakonów nie mianowano kapłanów, ale diakonów, a nawet duchownych niższych. Ostatnim kardynałem diakonem bez święceń kapłańskich był Teodolfo Mertel.
Polscy biskupi otrzymali w połowie XV wieku zakaz starania się o godność kardynalską bez wyraźnej zgody senatu oraz króla, ponieważ posiadanie kapelusza kardynalskiego przez któregoś z polskich biskupów było przyczyną bardzo ostrych sporów o precedencję z prymasami Polski. Dodatkowo dawniej godność ta była uważana za obcą i niebezpieczną.

## Stopnie kardynalskie
Tradycyjnie wyróżnia się trzy stopnie (tytuły honorowe niedające władzy poza udziałem w konklawe) kardynałów:
- kardynałowie biskupi – którym przydzielono (obecnie tytularnie, bez sankcji kanonicznej od lat 60. XX w.) diecezję podrzymską – suburbikalną. Diecezje suburbikalne to: Ostia, Sabina-Poggio Mirteto, Porto-Santa Rufina, Velletri-Segni, Frascati, Albano i Palestrina. W czasach starożytnych diecezje te okalały diecezję rzymską. Dziekan Kolegium Kardynalskiego jest zawsze biskupem tytularnym Ostii, a przy tym zachowuje poprzedni tytuł diecezji podmiejskiej. Od 2018 roku do grona kardynałów biskupów należą także kardynałowie bez przydzielonej diecezji suburbikalnej ani patriarchatu wschodniego (duchowni zachowują wtedy tytuł swojego kościoła prezbiterialnego). Kardynałowie biskupi diecezji podmiejskich i kościołów tytularnych rzymskich mają pierwszeństwo przed kardynałami – patriarchami Kościołów Wschodnich, którzy także należą do tego stopnia. Kardynał, który jest patriarchą wschodnim, otrzymuje automatycznie godność kardynała-biskupa, przy czym zachowuje jako tytuł swój kościół patriarchalny. Z grona kardynałów biskupów są wybierani Dziekan i Subdziekan Kolegium Kardynalskiego. We włoskich źródłach występuje określenie cardinale protovescovo (kardynał protobiskup), które oznacza kardynała-biskupa o najdłuższym stażu w kolegium kardynalskim.
- kardynałowie prezbiterzy – mają przydzielony kościół tytularny w Rzymie. Godność tę otrzymują najczęściej kardynałowie, którzy są biskupami diecezjalnymi jakiejś diecezji na świecie. Najstarszy stażem kardynał, który przewodniczy grupie, to kardynał protoprezbiter,
- kardynałowie diakoni – mają przydzielony kościół stanowiący diakonię. Najstarszy stażem kardynał, który przewodniczy grupie, to kardynał protodiakon. Godność tę otrzymują zazwyczaj kardynałowie kierujący dykasteriami Kurii Rzymskiej.

## Kardynałowiein pectore
Papież może mianować kardynała in pectore (łac. w sercu), nie ogłaszając jego nazwiska z ważnych powodów. Takiemu kardynałowi prawa i obowiązki przysługują jednakże dopiero z chwilą ogłoszenia jego nazwiska, wszakże z pierwszeństwem od daty nominacji. Zdarzały się przypadki ogłoszenia nominacji kardynalskiej in pectore dopiero po śmierci nominata (np. Iuliu Hossu mianowany w 1969 roku, ogłoszony w 1973). W dawniejszych czasach (jeszcze za Piusa XII) birety dla kardynałów in pectore spoczywały w prywatnej kaplicy papieskiej pod szklanymi kloszami.

## Atrybuty

### Pierścień
Każdy nowo mianowany kardynał podczas Konsystorza otrzymuje od papieża pierścień oznaczający związek ze Stolicą Apostolską oraz czerwony biret, który jest symbolem oddania się kardynała na służbę Kościoła powszechnego aż do złożenia ofiary z życia (dokładniej usque ad sanguinis effusionem – aż do przelania krwi).

### Tytulatura
Właściwym szykiem dla pisowni i wymowy nazwiska kardynała (małą literą) jest kardynał Imię Nazwisko (styl prosty). Umieszczenie nazwy godności między imieniem a nazwiskiem w szyku Imię Kardynał Nazwisko stosowane jest w „stylu oficjalnym kościelnym”.

## Pretendenci
Większość kardynałów stoi na czele ważnych archidiecezji. Niektóre z nich nazywane są potocznie posto cardinalizio – miejsce kardynalskie. W Polsce taką rolę odgrywa archidiecezja warszawska. Czasem postrzega się w ten sposób także archidiecezje: krakowską, gnieźnieńską czy też wrocławską.
Nie wszyscy ordynariusze posto cardinalizio zostają kardynałami, a jeśli już dany arcybiskup zostanie kreowany kardynałem, to nie musi to nastąpić od razu po nominacji na daną diecezję. Przykładowo po śmierci kard. Adolfa Bertrama w 1945 roku Bolesław Kominek otrzymał nominację kardynalską dopiero w roku 1973, choć w tym przypadku na opóźnienie nominacji wpływało nieuregulowanie do 1972 roku statusu diecezji wrocławskiej i jej rządcy.
Kardynałami mianowani są również wysocy urzędnicy Kurii rzymskiej (kardynałowie kurialni), którzy nie posiadają własnych diecezji i zobowiązani są rezydować w Rzymie. Kardynałowie, którzy kierują diecezjami, powinni przybyć na każde wezwanie biskupa Rzymu.
Ponadto papieże honorują tą godnością wybitnych teologów katolickich oraz – zwyczajowo – byłych rektorów uniwersytetów Gregorianum i Lateranum. Kardynałowie, którzy ukończyli 75. rok życia i stoją na czele dykasterii Kurii Rzymskiej lub Państwa Watykańskiego, proszeni są o złożenie rezygnacji. Są jednak członkami dykasterii na ogół co najmniej do ukończenia 80. roku życia.

## Wybór papieża
Od 1059 kardynałowie, zebrani na Kolegium Kardynałów, dokonują wyboru nowego papieża podczas konklawe. Czynne prawo wyborcze w konklawe przysługuje kardynałom, którzy w dniu zaistnienia wakatu Stolicy Apostolskiej nie ukończyli 80 lat (od czasu wejścia w życie 1 stycznia 1971 roku motu proprio Pawła VI Ingravescentem aetatem). Inną funkcją Kolegium Kardynalskiego jest doradzanie papieżowi w ważnych sprawach Kościoła.

## Kardynał legat
Kardynał legat (a latere) jako specjalny wysłannik (missus specialis) papieża reprezentuje biskupa Rzymu na uroczystościach lub innych zgromadzeniach i wypełnia zlecone mu zadanie.

## Kardynałowie świeccy i bez święceń kapłańskich
Na początku ery nowożytnej tytuł kardynała nosili niektórzy szefowie rządów, najbardziej znanym z nich jest Jules Mazarin – pierwszy minister Francji. Te osoby nie pełniły funkcji kościelnych, ale były opłacane z kasy Kościoła zamiast królewskiej. Rzym zgadzał się na taki stan rzeczy w zamian za ochronę swojego stanu posiadania. W przeszłości także niektórzy kardynałowie nie posiadali święceń kapłańskich. Wynikało to z faktu, że najniższy stopień kardynalski, kardynałowie diakoni, wywodził się od najważniejszych diakonów Rzymu, posiadających tylko niższe święcenia, podobnie jak kardynałowie prezbiterzy od najważniejszych prezbiterów (kapłanów) Rzymu, a kardynałowie biskupi od biskupów diecezji podmiejskich Rzymu. (Zob. rangi kardynalskie)
Ostatnim kardynałem bez święceń kapłańskich był watykański prawnik, diakon Teodolfo Mertel, którego do godności kardynalskiej wyniósł w roku 1858 papież Pius IX. Obecny kodeks prawa kanonicznego z 1983 nie przewiduje wyniesienia do tej godności osoby nieposiadającej święceń kapłańskich. Współczesną dyscyplinę reguluje kanon 351 § 1 KPK: Kardynałów ustanawia w sposób nieskrępowany Biskup Rzymski, wybierając ich spośród mężczyzn, którzy mają przynajmniej święcenia prezbiteratu, odznaczają się szczególną nauką, obyczajami, pobożnością i roztropnością w załatwianiu spraw. Ci, którzy nie są jeszcze biskupami, powinni przyjąć sakrę biskupią.

## Uprawnienia kardynałów
- wybierają papieża w czasie konklawe (jeśli mają mniej niż 80 lat)[4]
- spowiadają na całym świecie bez zgody ordynariusza miejscowego
- używają pastorału (o ile są biskupami) w czasie mszy św. bez zgody ordynariusza miejscowego
- używają mitry w czasie czynności liturgicznych (nawet gdy nie są biskupami)
- mogą pełnić funkcję diakonów honorowych w czasie mszy św. sprawowanej przez papieża (asystujący papieżowi kardynałowie-diakoni nie zakładają ornatu, lecz dalmatykę, używając jednak mitry)
- idą w procesji, w której niesie się Sanctissimum zawsze za baldachimem, chyba że przewodniczy jej papież
- otrzymują obywatelstwo Państwa Watykańskiego na czas pobytu w Rzymie

## Polscy kardynałowie (wg daty nominacji)
(wytłuszczone nazwiska oznaczają mogących brać udział w konklawe)
- Stanisław Dziwisz (ur. 27 kwietnia 1939) – arcybiskup senior archidiecezji krakowskiej (nominacja w 2006 roku przez papieża Benedykta XVI)
- Stanisław Ryłko (ur. 4 lipca 1945) – archiprezbiter bazyliki Matki Bożej Większej (nominacja w 2007 roku przez papieża Benedykta XVI)
- Kazimierz Nycz (ur. 1 lutego 1950) – arcybiskup senior archidiecezji warszawskiej (nominacja w 2010 roku przez papieża Benedykta XVI)
- Konrad Krajewski (ur. 25 listopada 1963) – jałmużnik papieski (nominacja w 2018 roku przez papieża Franciszka)
- Grzegorz Ryś (ur. 9 lutego 1964) – arcybiskup metropolita łódzki (nominacja w 2023 roku przez papieża Franciszka)